# Sakina Ouzraoui
Sakina Ouzraoui Diki (arabisch سكينة وزراوي ديكي; * 29. August 2001 in Barcelona) ist eine in Spanien geborene marokkanisch-belgische Fußballspielerin.

## Karriere

### Klub
Ab der Saison 2018/19 spielte sie für RSC Anderlecht und wechselte zur Spielzeit 2022/23 zum Club YLA. Mitte Juli 2023 wechselte sie zurück zu Anderlecht mit einem 1-Jahres-Vertrag. Zur Saison 24/25 wechselte Sakina nach Spanien zum UD Granadilla Teneriffe. 

### Nationalmannschaft
Ihr erstes bekanntes Spiel für die marokkanische A-Nationalmannschaft hatte sie am 6. Oktober 2022 bei einer 0:4-Freundschaftsspielniederlage gegen Polen. Hier wurde sie zur 64. Minute für Fatima Tagnaout eingewechselt. In den nächsten Monaten folgten noch ein paar mehr Freundschaftsspieleinsätze.
Am 11. Juli 2023 wurde sie für den Kader der Weltmeisterschaft 2023 nominiert. Dort stand sie bei der 0:6-Auftaktniederlage gegen Deutschland in der Startelf und machte so ihr WM-Debüt.